# Rok Petrovič
Pour les articles homonymes, voir Petrović.
Roc Petrovič, né le 5 février 1966 à Ljubljana (Slovénie) et décédé le 16 septembre 1993 à Vela Luka (Croatie), était un skieur alpin yougoslave, d'origine slovène. Son père Krésimir était professeur de sociologie à l'Université de Ljubljana. Tous les deux ont publié un ouvrage remarquable sur la technique de compétition.

## Biographie
En 1986, il devient à seulement 20 ans le plus jeune vainqueur d'un classement coupe du monde faisant une entrée remarquable dans le monde du ski alpin avec cinq succès en slalom pour finalement s'imposer nettement dans la coupe du monde de slalom.
Il ne réussira pas à confirmer son statut les années suivantes et décide en 1989 d'arrêter sa carrière à seulement 23 ans. Il préfère alors se consacrer à ses études et passera une thèse en 1993.
Il perdra la vie dans un accident de plongée peu de temps après dans l'île de Vela Luka où son père possédait une maison.

## Palmarès

### Jeux olympiques d'hiver
| Épreuve / Édition | Calgary 1988 |
| Géant             | 9e           |
| Slalom            | 11e          |

### Championnats du monde
| Épreuve / Édition | Bormio 1985 | Crans-Montana 1987 |
| Géant             | 7e          | 12e                |
| Slalom            | -           | 15e                |

### Coupe du monde
- Meilleur résultat au classement général : 7e en 1986
  - Vainqueur de la coupe du monde de slalom en 1986
  - 5 victoires : 5 slaloms
  - 9 podiums

#### Différents classements en coupe du monde
| Saison / Épreuve | Saison / Épreuve | Général | Général | Slalom | Slalom | Géant  | Géant  |
| ---------------- | ---------------- | ------- | ------- | ------ | ------ | ------ | ------ |
| Saison / Épreuve | Saison / Épreuve | Class.  | Points  | Class. | Points | Class. | Points |
| 1985             | 1985             | 30e     | 58      | 16e    | 30     | 16e    | 28     |
| 1986             | 1986             | 7e      | 170     | 1er    | 125    | 7e     | 45     |
| 1987             | 1987             | 33e     | 38      | 11e    | 32     | 27e    | 6      |
| 1988             | 1988             | 69e     | 12      | 26e    | 12     | -      | -      |
| 1989             | 1989             | 68e     | 8       | 34e    | 3      | 31e    | 5      |

#### Détail des victoires
| Saison / Épreuve | Slalom                                                      | Total |
| 1986             | Sestrières Kranjska Gora Wengen Lillehammer Heavenly Valley | 5     |
| Total            | 5                                                           | 5     |

### Arlberg-Kandahar
- Meilleur résultat : 2e place dans le slalom 1986 à Sankt Anton